# Roberto Mogrovejo
Roberto Arturo Mogrovejo (Bahía Blanca, 19 de junho de 1972) é um ex-futebolista argentino que atuava como atacante. 
Por clubes, atuou por Argentinos Juniors, Porto, Deportivo Español, Tigre, Defensa y Justicia, Berazategui e Hapoel Kfar-Saba.
Mogrovejo aposentou-se prematuramente em 2003, atuando pelo J.J. Urquiza.